# Sara Agrež
Sara Agrež (Žalec, 9 dicembre 2000) è una calciatrice slovena, difensore del Colonia e della nazionale slovena.

## Carriera

### Club
Agrež ha iniziato la sua carriera nello Žalec e si è trasferita al Rudar Škale durante la pausa invernale 2014-2015. Allo Škale si è guadagnata la convocazione in prima squadra all'età di 16 anni e ha esordito in Coppa di Slovenia il 12 marzo 2017. Ha segnato il gol decisivo nella vittoria per 1-0 contro l'Ankaran. Dopo la stagione d'esordio, in cui è apparsa in sette partite, si è trasferita al Radomlje e ha firmato un anno dopo con le rivali del campionato, il Pomurje.
Il 10 maggio 2019 Agrež annuncia il suo trasferimento al Turbine Potsdam assieme alla compagna di squadra Adrijana Mori per la sua prima esperienza all'estero in carriera, quella del campionato tedesco, e raggiungendo le connazionali Zala Meršnik e Lara Prašnikar dalla stagione 2019-2020. A disposizione del tecnico Matthias Rudolph fa il suo debutto in Frauen-Bundesliga il 13 ottobre 2019, alla 6ª giornata di campionato, scendendo in campo da titolare nella sconfitta interna per 5-4 con il Friburgo. Il difensore sloveno rimane legato al club di Potsdam per tre stagioni, contribuendo a far raggiungere alla sua squadra il 4º posto in Bundesliga sfiorando la possibilità di accedere alla UEFA Women's Champions League al termine della stagione 2021-2022, sfumata per il sorpasso nelle ultime giornate da parte dell'Eintracht Francoforte, e giocando, perdendola 4-0 con il Wolfsburg, la finale di Coppa di Germania.
L'estate 2022 Agrež ha poi firmato proprio con le campionesse in carica del Wolfsburg, indossando la maglia delle Wölfinnen dalla stagione 2022-2023. Il tecnico Tommy Stroot la impiega fin dalla 1ª giornata di campionato, rilevando al 66' Felicitas Rauch nell'incontro casalingo vinto 4-0 sulle avversarie dell'SGS Essen, facendola poi debuttare in Champions League, da titolare, il 20 ottobre 2022 nell'incontro vinto 4-0 sulle austriache del St. Pölten, primo incontro del girone B della fase a gironi dell'edizione 2022-2023.

### Nazionale
Agrež inizia a essere convocata dalla Federcalcio slovena nel 2015, inserita in rosa, non ancora quindicenne, con la formazione Under-17 che affronta le qualificazioni all'Europeo di Bielorussia 2016, venendo impiegata in due dei tre incontri della prima fase dove la sua nazionale, pur a pari punti (6) con due vittorie e una sconfitta non riesce a superare il turno per una peggiore differenza reti rispetto a Svizzera e Serbia. Rimasta in quota anche per la successiva qualificazione all'Europeo di Repubblica Ceca 2017 scende in campo in tutti i sei incontri delle due fasi e dove la Slovenia ottiene una buona prestazione chiudendo la fase élite in seconda posizione a un punto dai Paesi Bassi, non sufficiente tuttavia per accedere alla fase finale.
Sempre del 2017 è la prima convocazione sia in nazionale maggiore, prima, e in Under-19, debuttando con la prima nella doppia amichevole del 6 e 9 giugno con l'Albania, con la seconda nelle qualificazioni all'Europeo di Svizzera 2018.

## Statistiche

### Presenze e reti nei club
Statistiche (parziali) aggiornate al 26 ottobre 2022.
| Stagione               | Squadra                | Campionato             | Campionato | Campionato | Coppe nazionali | Coppe nazionali | Coppe nazionali | Coppe internazionali | Coppe internazionali | Coppe internazionali | Altre coppe | Altre coppe | Altre coppe | Totale | Totale |
| Stagione               | Squadra                | Comp                   | Pres       | Reti       | Comp            | Pres            | Reti            | Comp                 | Pres                 | Reti                 | Comp        | Pres        | Reti        | Pres   | Reti   |
| ---------------------- | ---------------------- | ---------------------- | ---------- | ---------- | --------------- | --------------- | --------------- | -------------------- | -------------------- | -------------------- | ----------- | ----------- | ----------- | ------ | ------ |
| 2018-2019              | Pomurje                | 1. SŽNL                | 16         | 7          | CS              | 2               | 1               |                      | -                    | -                    |             | -           | -           | 18     | 8      |
| 2019-2020              | Turbine Potsdam        | BL                     | 11         | 2          | CG              | 1               | 0               |                      | -                    | -                    |             | -           | -           | 12     | 2      |
| 2020-2021              | Turbine Potsdam        | BL                     | 16         | 1          | CG              | 1               | 0               |                      | -                    | -                    |             | -           | -           | 17     | 1      |
| 2021-2022              | Turbine Potsdam        | BL                     | 16         | 1          | CG              | 4               | 0               |                      | -                    | -                    |             | -           | -           | 20     | 1      |
| Totale Turbine Potsdam | Totale Turbine Potsdam | Totale Turbine Potsdam | 43         | 4          |                 | 6               | 0               |                      | -                    | -                    |             | -           | -           | 49     | 4      |
| 2022-2023              | Wolfsburg              | BL                     | 7          | 0          | CG              | -               | -               | UWCL                 | 1                    | 0                    |             | -           | -           | 4      | 0      |
| lug.-dic. 2023         | Wolfsburg              | BL                     | 2          | 0          | CG              | -               | -               | UWCL                 | -                    | -                    | -           | -           | -           | 4      | 0      |
| Totale Wolfsburg       | Totale Wolfsburg       | Totale Wolfsburg       | 9          | 0          | -               | -               | -               | -                    | 1                    | 0                    | -           | -           | -           | 10     | 0      |
| gen.-giu. 2024         | Colonia                | BL                     | -          | -          | CG              | -               | -               | -                    | -                    | -                    | -           | -           | -           | -      | -      |
| Totale carriera        | Totale carriera        | Totale carriera        | 68         | 11         | -               | 8               | 1               | -                    | 1                    | 0                    | -           | -           | -           | 77     | 12     |

## Palmarès

### Club
- Campionato sloveno: 1

Pomurje: 2018-2019
- Coppa di Slovenia femminile: 1

Pomurje: 2018-2019